# 徳島市福島小学校
徳島市福島小学校（とくしまし ふくしましょうがっこう）は、徳島県徳島市福島一丁目にある公立小学校。

## 沿革
- 1873年（明治6年）2月5日 - 県内で10番目に設立された私立小学校なので十番校と称し、福島本町の東照寺に設立。
- 1873年（明治6年）9月29日 - 就将小学校と改称。
- 1875年（明治8年）3月 - 私立小学校から市立小学校へと変容し、東照寺から現在の場所に移転し、公立福島小学校と改称。
- 1877年（明治10年）9月 - 福島小学と改称。
- 1880年（明治13年）5月 - 福島小学校と改称。
- 1886年（明治19年）4月 - 小学校令が公布され、学区を変更し、福島、安宅、住吉島の三校を合併し、福島尋常小学校と改称。
- 1941年（昭和16年）4月- 国民学校令が公布され、福島国民学校と改称。
- 1947年（昭和22年）4月 - 徳島市福島小学校と改称。
- 1962年（昭和37年）5月1日- 住吉島教室が本校から分離され、徳島市城東小学校として独立。
- 1991年（平成3年）- 「徳島市立福島小学校周辺修景工事」で、平成３年度手づくり郷土賞（素材部門）受賞。

## 学校データ
- 児童数：381人（2025年度）
- 普通教室：13教室
- 特別支援教室：8教室

服装規定
- 制服：なし

## 通学校区
福島1丁目、2丁目・新南福島1丁目、2丁目・大和町1丁目、2丁目・安宅1丁目、2丁目・安宅3丁目1番から5番・末広1丁目、2丁目・末広3丁目1番から4番・末広5丁目・南末広町

## アクセス
最寄駅
- JR四国徳島駅 より車６分（約1,700m）

- 徳島市営バス 福島一丁目バス停より徒歩１分

## 関連学校
- 徳島市城東中学校

## 通学区域が隣接している学校
- 徳島市沖洲小学校
- 徳島市城東小学校
- 徳島市内町小学校
- 徳島市昭和小学校

## 著名な出身者
- 海野十三（小説家）